# ハンガリー国立歌劇場

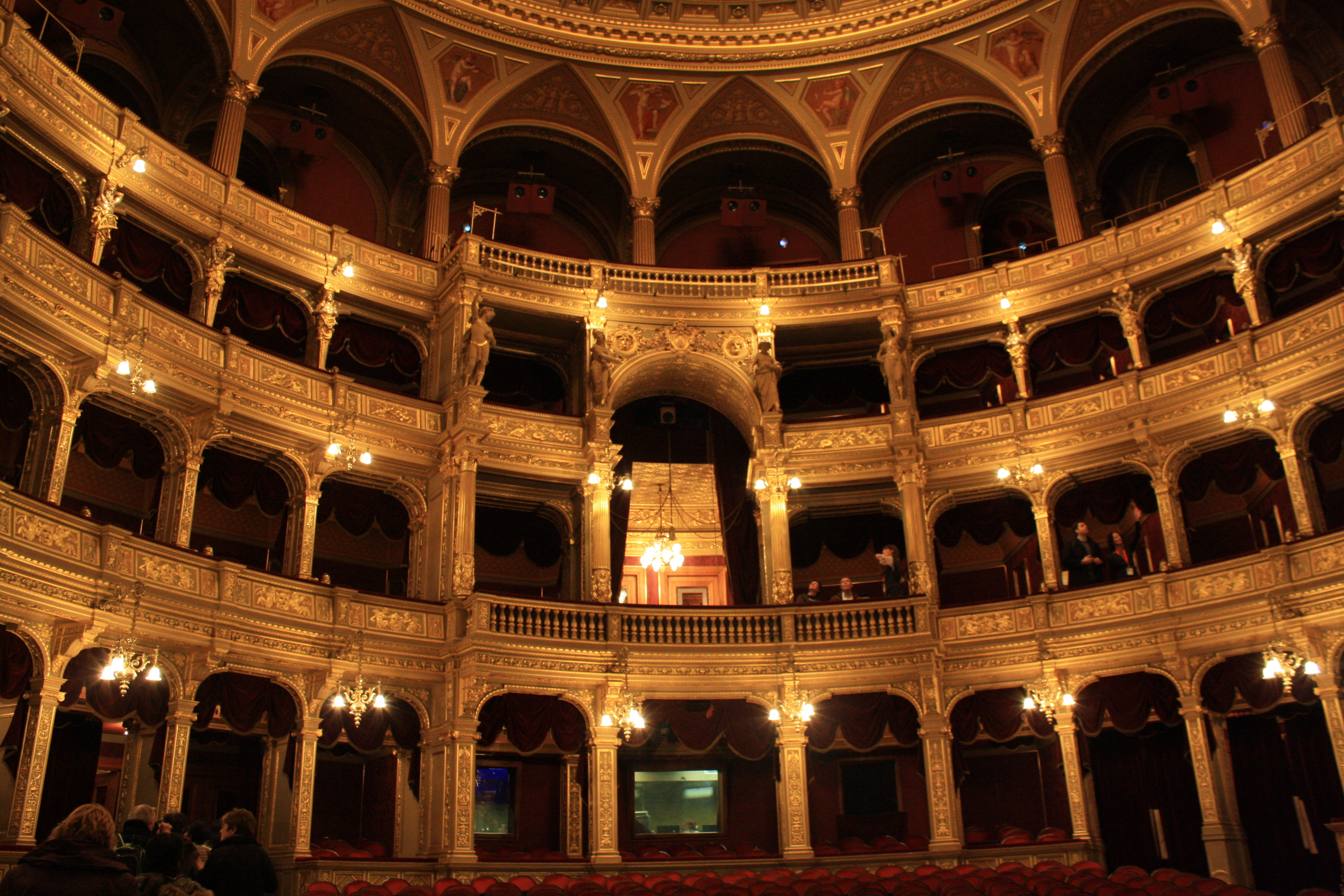
客席

ハンガリー国立歌劇場（ハンガリーこくりつかげきじょう、ハンガリー語: Magyar Állami Operaház、英語: Hungarian State Opera House）は、ハンガリーの首都ブダペストにあるネオルネッサンス建築の歌劇場。

## 概要
1858年創設。工事の後1884年9月27日一般公開。グスタフ・マーラーが音楽監督を務め、黄金時代を築いた。以後、エルネー・ドホナーニやフェレンツ・フリッチャイ、オットー・クレンペラー、ヤーノシュ・フェレンチクらが歴代音楽監督として名を連ね、リヒャルト・シュトラウス、ヴィルヘルム・フルトヴェングラー、ヘルベルト・フォン・カラヤンなどの巨匠達も客演指揮を行っている。
初演された主な作品に、バルトークのバレエ「かかし王子」（1917年）、歌劇「青ひげ公の城」（1918年）や、コダーイの歌劇「ハーリ・ヤーノシュ」（1926年）がある。
歌劇場の専属オーケストラはブダペスト・フィルハーモニー管弦楽団の名称で知られている。
なお、同じくフリッチャイやフェレンチクが音楽監督であったハンガリー国立交響楽団（現ハンガリー国立フィルハーモニー管弦楽団）は、この歌劇場のオーケストラとは別団体である。